# Krašto apsaugos savanorių pajėgos
La Forza Volontaria di Difesa Nazionale o NDVF (Krašto apsaugos savanorių pajėgos (KASP), precedentemente Savanoriškoji krašto apsaugos tarnyba (SKAT)) è una parte importante delle Forze Armate lituane. Le forze di volontariato vennero ufficialmente stabilite il 17 gennaio 1991 dalla legge del Consiglio Supremo della Lituania sul Volontariato di Difesa Nazionale, fornendo la base per stabilire il Volontariato di Difesa Nazionale. Questa decisione creò formazioni di volontariato legali già esistenti che cominciarono a comparire già nel 1990. Il Volontariato di Difesa Nazionale venne riorganizzato nella Forza Volontaria di Difesa Nazionale. Nel 2003 la Forza Volontaria venne integrata nelle Forze terrestri lituane. I compiti dei soldati volontari vennero inevitabilmente modificati quando la Lituania divenne un membro a pieno titolo della NATO: l'approccio di difesa del territorio venne cambiato in difesa e formazione della moderna riserva attiva del territorio. Ci sono circa 5.000 volontari e circa 800 soldati professionisti nella forza.

## Storia
Entro la fine del 1991 tutte le unità del sistema di difesa nazionale si erano formate su base volontaria.

L'11 gennaio 1991 diverse centinaia di difensori del parlamento prestarono giuramento di fedeltà alla Repubblica di Lituania e con il sostegno da parte del pubblico iniziarono la preparazione per un possibile attacco contro la sede del Consiglio Supremo lituano (attualmente Parlamento della Lituania). Altri volontari si unirono alle unità per proteggere le strutture del Palazzo della Stampa, la Torre della televisione di Vilnius, e altre attività strategiche in cui l'Unione Sovietica stava tentando di rovesciare le autorità legali della Lituania e reintrodurre un regime occupazionale nel gennaio 1991.

Il 17 gennaio 1991 il Consiglio Supremo della Repubblica di Lituania approvò la legge sul Volontariato di Difesa Nazionale, che divenne la base per l'istituzione del successivo Servizio Volontario di Difesa Nazionale (SVDN).

Nel marzo del 1991 vennero addestrati lo Stato Maggiore del SVDN, un plotone operativo, il Centro di Addestramento SVDN, così come vennero organizzate 200 unità di dimensioni di compagnia in otto regioni di difesa territoriale. In conformità con un ordine emesso dal direttore generale del dipartimento della Difesa Nazionale, il colonnello Jonas Gečas venne nominato Capo di Stato Maggiore del Servizio Volontario di Difesa Nazionale.

Durante il tentato colpo di Stato in Unione Sovietica, il volontario addetto alla manutenzione Artūras Sakalauskas perse la vita sulla linea del dovere nel difendere il Consiglio Supremo lituano il 21 agosto.

Una volta che il colpo di Stato venne sconfitto, le unità del SVDN ricevettero l'ordine di bloccare le forze sovietiche, al fine di impedire loro di portare rinforzi dalla Russia in Lituania. A quel tempo quarantaquattro posti di guardia, dove erano installati 201 membri del SVDN, sarebbero stati contemporaneamente in servizio. Alla fine del 1991, le Forze di Volontariato vennero incaricate della tutela dei beni strategici nazionali.

Le unità volontarie forniscono supporto alle autorità civili in caso di calamità naturali o industriali. Nell'estate del 1992, migliaia di volontari assistettero nella lotta contro gli incendi nelle zone boschive e nelle torbiere; parteciparono nella pulizia di pericolose fuoriuscite sul Fiume Nemunas a seguito di un disastro ecologico in Bielorussia. Presero inoltre parte ad attività di soccorso durante l'alluvione del delta del Nemunas nella parte occidentale della Lituania. Nel 1993, durante una visita di Giovanni Paolo II in Lituania, migliaia di volontari aiutarono la polizia a mantenere l'ordine pubblico.

Le unità di volontari presero parte alle prime esercitazioni militari organizzate dalle Forze Armate lituane, tra cui le prime esercitazioni militari congiunte Salvaguardia '93, Vento di primavera (1997-1998), Sfida Baltica (1998), Speranza d'Ambra.

A partire dal 1994 i membri della Forza Volontaria stanno partecipando a missioni internazionali di peacekeeping.

Nel 1998 il Servizio Volontario di Difesa Nazionale (SKAT in lituano) venne riorganizzato come Forza Volontaria di Difesa Nazionale (KASP in lituano), e divenne parte integrante delle forze armate lituane.

Dal 2004 il Battaglione Dragoni "Granduca Butigeidis" è stato assegnato alla Forza Volontaria.

Il 1º luglio 2005, la 9ª Unità Territoriale Distretto Militare di Kęstutis della Forza Volontaria è stata ristrutturata. Le unità ed i membri della forza vennero posti sotto il controllo della 3ª Unità Territoriale Distretto Militare di Žemaičiai e la 2ª Unità Territoriale Distretto Militare di Darius e Girėnas.

Il 1º settembre 2005, la 4ª Unità Territoriale Distretto Militare di Tauras venne ristrutturata. Le unità e i membri della forza vennero posti sotto la subordinazione della 1ª Unità Territoriale Distretto Militare di Dainava e la 2ª Unità Territoriale Distretto Militare di Darius e Girėnas.

## Struttura
La struttura della FVDN è la seguente:
- 1ª Unità Territoriale Distretto Militare di Dainava, Alytus;
- 2ª Unità Territoriale Distretto Militare di Darius e Girėnas, Kaunas;
- 3ª Unità Territoriale Distretto Militare di Žemaičiai, Klaipėda;
- 5ª Unità Territoriale Distretto Militare di Vytis, Panevėžys;
- 6ª Unità Territoriale Distretto Militare di Prisikėlimo, Šiauliai;
- 8ª Unità Territoriale Distretto Militare di Didžioji Kova, Vilnius;
- Unità dell'Aviazione, Vilnius;
- Battaglione d'Addestramento Dragoni "Granduca Butigeidis".

## Funzioni
I compiti della FVDN sono la formazione dei volontari e degli altri membri della riserva attiva, le unità della FVDN per lo svolgimento di compiti di difesa del territorio e collettiva, la preparazione e la partecipazione ad operazioni internazionali, la guardia ad importanti elementi di infrastrutture di difesa, dello stato e dell'amministrazione comunale, e resa d'assistenza in caso di disastri e catastrofi naturali.

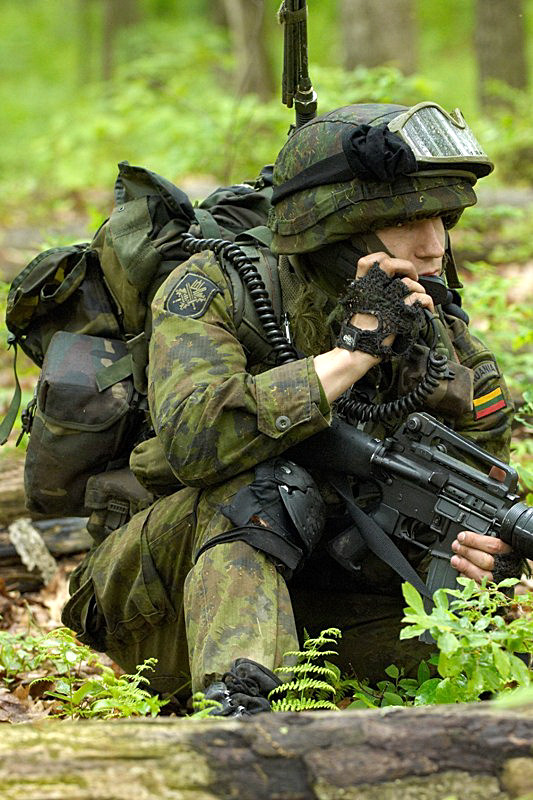
Soldato della Forza Volontaria di Difesa Nazionale lituana durante l'addestramento.

1. fornisce personale qualificato per le unità regolari delle Forze Armate lituane, per il conferimento ad un livello di prontezza superiore o all'impiego in operazioni multinazionali;
2. prepara specialisti di vari campi e unità di fanteria fino a dimensioni di compagnia per la distribuzione internazionale;
3. partecipa nel fornire supporto della nazione ospitante per la NATO o per le forze Alleate;
4. conduce compiti in tempo di pace definiti nella legislazione;
5. pianifica e conduce l'addestramento di guerra dei soldati volontari;
6. sviluppa la cooperazione con le corrispondenti organizzazioni di altri paesi per quanto riguarda le questioni d'addestramento di guerra della FVDN;
7. fornisce sostegno alle istituzioni governative e comunali secondo l'ordine stabilito da atti giuridici;
8. svolge compiti di guardia ad elementi vitali di difesa delle infrastrutture, dello stato e dei comuni;
9. rappresenta le Forze Armate lituane nella comunità: rafforza il collegamento tra la comunità e le forze armate, organizza e conduce educazione patriottica militare dei giovani, mantiene strette relazioni con la comunità locale, partecipa alla vita pubblica, festival ed eventi nel suo ambito;
10. è responsabile per la consegna di fornitura tecnica e di forniture per le unità subordinate, controlla il consumo degli approvvigionamenti;
11. organizza la manutenzione e l'uso efficace ed economico secondo lo scopo dei militari della FVDN e altre attrezzature e altri beni;
12. addestra i soldati della FVDN e fornisce loro le condizioni di servizio adeguate;
13. fornisce altre funzioni relative ai compiti della FVDN se così stabilito da leggi o altri atti giuridici.